# لهجات أمازيغية شمالية
اللغات الأمازيغية الشمالية تشكل استمرارية لهجوية مُتحدّث بها في غرب تمازغا، تشكل مجموعة فرعية للفرع اللغات الأمازيغي من العائلة الأفروآسيوية. اتصالها الجغرافي حطمه انتشار العربية، و بدرجة أقل اللغات الزناتية التي تنتمي عائلة أمازيغيات الشمال. تعابير هاته العائلة تتشارك عدة ابتكارات غير موجودة في اللغات المجاورة؛ على سبيل الخصوص تليين "k" إلى "sh" و غياب "-a" في بعض الكلمات، كاليد (afus vs. fus)
اللغات الأمازيغية الشمالية تنقسم إلى ثلاثة مجموعات فرعية:
- اللغات الزناتية (تشمل: تاريفيت، تاشاويت).
- لغات الأطلس المغربية (تشمل: تشلحيت، أمازيغية الأطلس المتوسط).
- القبائلية.

الحدود الشرقية لمتغيرات الأمازيغية الشمالية غير واضحة المعالم، بعض علماء اللسانيات يدخلون لغة غدامس ولغة نفوسة، بينما البعض لا يقوم بذلك. الأغلبية يصنفون لغة غدامس على أنها تقع خارج اللغات الأمازيغية الشمالية باستثناء إثنولوج.
ليس هناك جواب قاطع حول ما إذا كانت متغيرات الأمازيغية الشمالية تشكل لغة وليس لهجة. يظن بعض الأكاديميين أن كل المتغيرات الأمازيغية لهجات للغة أمازيغية واحدة بينما البعض الآخر يتوصل إلى أعداد أكبر بكثير، على أي حال، فإن التفاهم المتبادل بين المتغيرات الأمازيغية الشمالية عالي، مع أنه ليس مثاليا.